# Могильный, Валентин Викторович
Валенти́н Ви́кторович Моги́льный (18 декабря 1965 года, село Кохановка, Петропавловский район, Днепропетровская область, УССР, СССР — 22 ноября 2015 года, Франция) — советский гимнаст, пятикратный чемпион мира по спортивной гимнастике, многократный чемпион Европы, Заслуженный мастер спорта СССР (1985).

## Биография
Начал тренироваться в городе Доброполье Донецкой области, вместе с тренером Владимиром Астафьевым продолжил повышать свой спортивный уровень в Ленинск-Кузнецке, впоследствии переехал в Москву.
В 1985 году завоевал три золотые медали чемпионата мира и две серебряные медали чемпионата Европы. В 1987 году стал обладателем золотой медали чемпионата Европы. В 1989 году Валентин Могильный завоевал две золотые и одну серебряную медали чемпионата мира, а также две золотые, серебряную и бронзовую медали чемпионата Европы. На чемпионате Европы 1990 года он стал обладателем трёх золотых медалей.
Скончался от сердечного приступа.

### Личная жизнь
В 1987 году женился на советской гимнастке Ольге Бичеровой. В следующем году у них родился сын Алексей. Впоследствии вместе с семьёй переехал на постоянное место жительства во Францию.